# Elijah Millsap
Elijah Millsap (Grambling, Luisiana, 12 de agosto de 1987) es un exjugador de baloncesto estadounidense. Con 1,98 metros de estatura, jugaba en la posición de escolta. Es hermano de Abraham Millsap, Paul Millsap y John Millsap, todos jugadores de baloncesto.

## Trayectoria deportiva

### Universidad
Jugó durante dos temporadas en los Ragin' Cajuns de la Universidad Louisiana–Lafayette, en las que promedió 10,7 puntos, 6,2 rebotes y 1,2 asistencias por partido, siendo elegido novato del año de la Sun Belt Conference en 2007.
Fue transferido posteriormente a los Blazers de la Universidad de Alabama en Birmingham, con los que disputó una única temporada, en la que promedió 16,5 puntos, 9,5 rebotes y 1,8 asistencias por encuentro, siendo incluido en el mejor quinteto de la Conference USA, siendo el máximo reboteador de la misma.

### Profesional
Tras no ser elegido en el Draft de la NBA de 2010, fichó por los Tulsa 66ers de la NBA D-League, donde completó la temporada promediando 15,2 puntos y 5,3 rebotes, siendo el máximo anotador del equipo. Al año siguiente fue traspasado a Los Angeles D-Fenders a cambio de una segunda ronda del draft de 2012. Allí jugó una temporada en la que promedió 19,4 puntos y 6,3 rebotes por partido, siendo uno de los jugadores más destacados del equipo en una temporada en la que llegaron a disputar las finales ante los Austin Toros. Fue incluido en el segundo mejor quinteto de la liga y elegido para disputar el All-Star de esa temporada.
En septiembre de 2012 fichó por los Shanghai Sharks de la liga china, pero dos meses después fue sustituido por Gilbert Arenas. Regresó entonces a los D-Fenders, donde completó otra temporada en la que promedió 17,4 puntos y 6,1 rebotes por partido.
En junio de 2013 fichó por el Petron Blaze Boosters de la liga filipina para disputar la Governor's Cup, y en enero de 2014 firmó con el Maccabi Ashdod B.C. de la liga israelí.
En julio de 2014 se unió a los Philadelphia 76ers para disputar la NBA Summer League. En el mes de septiembre fichó por los Milwaukee Bucks, pero fue despedido antes del comienzo de la temporada. Regresó a los D-Fenders, pero tras jugar un únicp partido, fue traspasado a los Bakersfield Jam.
El 5 de enero de 2015 fichó por diez días con los Utah Jazz, debutando al día siguiente ante Indiana Pacers. En 18 minutos de juego, consiguió 2 puntos, 5 rebotes y 4 asistencias.
Es un jugador con gran experiencia internacional, ha militado en algunas de las grandes ligas como NBA, CBA e incluso liga israelí de la mano de Maccabi Ashdod y todo un campeón de la Euroliga como Maccabi FOX Tel Aviv (dos partidos disputados en la temporada 2015/2016 con unos promedios de 6,5 puntos (con un pobre 16% en triples), 4,5 rebotes, 1 asistencia y 1 robo por partido. 
En diciembre de 2018, llega a España para jugar en las filas del Club Baloncesto Breogán de la Liga Endesa.
En abril de 2019, arriba a Uruguay para incorporarse al Malvín para jugar playoffs.

## Selección nacional
Millsap jugó para la selección de baloncesto de Estados Unidos en 2017, en el marco de la clasificación de FIBA Américas para la Copa Mundial de Baloncesto de 2019.

## Estadísticas

### Temporada regular
| Año     | Equipo  | PJ | PT | MPP  | %TC  | %3P  | %TL  | RPP | APP | ROB | TPP | PPP |
| ------- | ------- | -- | -- | ---- | ---- | ---- | ---- | --- | --- | --- | --- | --- |
| 2014-15 | Utah    | 47 | 5  | 19.7 | .340 | .311 | .674 | 3.2 | 1.2 | 1.2 | .3  | 5.3 |
| 2015-16 | Utah    | 20 | 0  | 8.7  | .282 | .083 | .722 | 1.8 | 1.0 | .4  | .2  | 1.8 |
| 2016-17 | Phoenix | 2  | 0  | 11.5 | .143 | .000 | .500 | 3.0 | .5  | .0  | .0  | 1.5 |
| Total   | Total   | 69 | 5  | 16.2 | .327 | .279 | .679 | 2.8 | 1.1 | .9  | .3  | 4.2 |